# Statens ämbetsverk på Åland

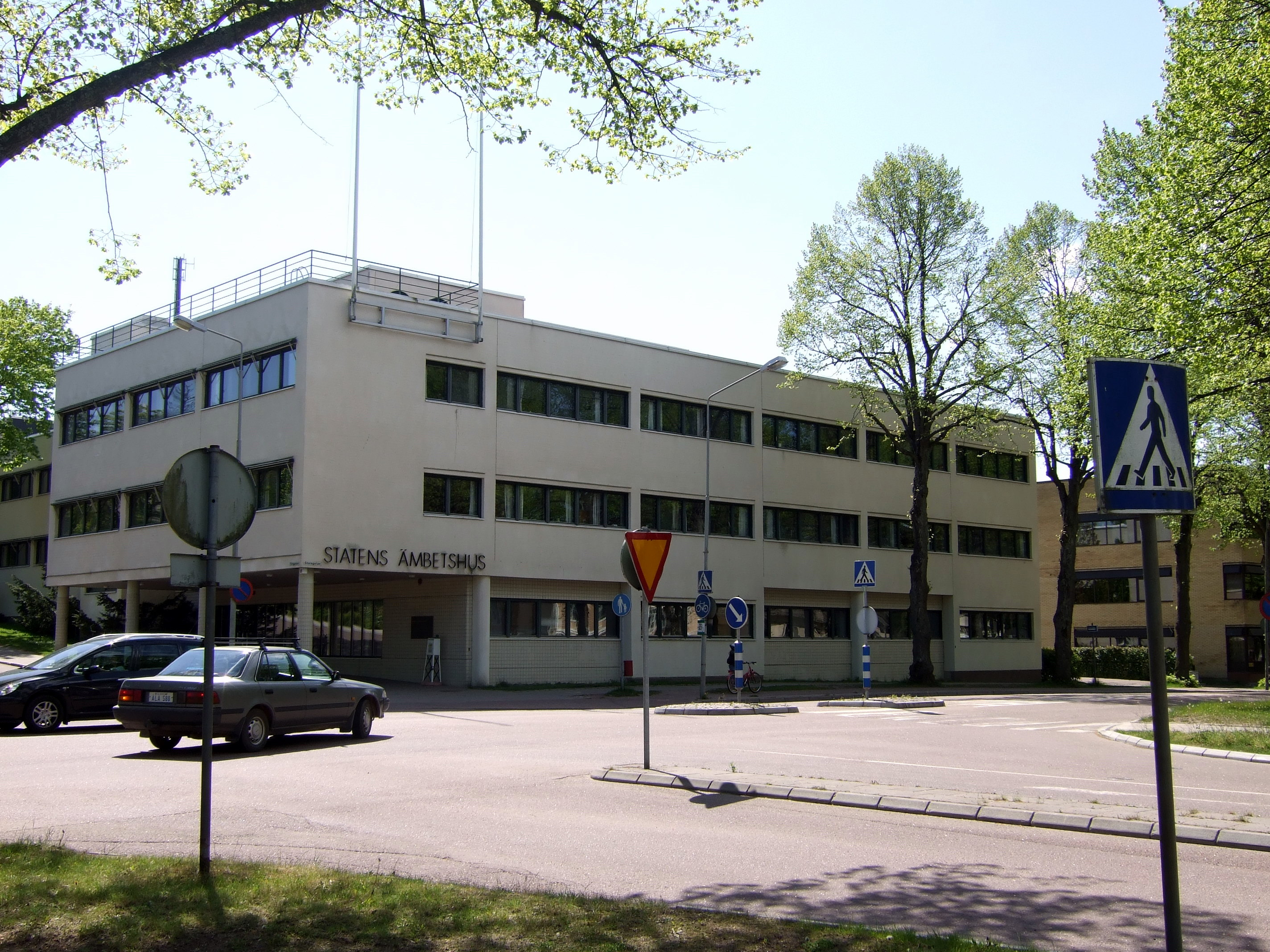
Statens ämbetsverk har sitt säte i Statens ämbetshus i Mariehamn.

Statens ämbetsverk på Åland är den statliga myndighet som företräder finska staten i det självstyrda Åland. Myndigheten leds av Ålands landshövding, som utses av Finlands president i samråd med lagtingets talman. Statens ämbetsverk ersatte Länsstyrelsen på Åland den 1 januari 2010.

## Uppdrag och ansvar
Statens ämbetsverk är den enda statliga regionala myndigheten på Åland. Det ansvarar för uppgifter som enligt självstyrelselagen för Åland tillhör statens behörighet, bland annat:  
- rättsväsendet
- gränsbevakning
- beskattning
- vissa registerförvaltningar[1]

Till skillnad från övriga Finland finns inga regionförvaltningsverk på Åland. Den regionala förvaltningen sköts i stället till stor del av Ålands landskapsregering.

## Organisation och ledning
Myndigheten har sitt kansli i Statens ämbetshus, Mariehamn och leds av landshövdingen med stöd av en förvaltningschef.  
Ålands landshövding är statens högsta företrädare på Åland och ansvarar för att främja kontakterna mellan staten och landskapet. Landshövdingen är ordförande för Ålandsdelegationen och öppnar lagtingets sessioner på presidentens vägnar.

## Historik
Ålands län bildades 1918 genom att skiljas från Åbo och Björneborgs län. När Ålands självstyrelse infördes 1922 överfördes de flesta av länets uppgifter till Landskapet Åland. Ålands landsting (nu Ålands lagting) fick lagstiftnings- och förvaltningsansvar inom sina behörighetsområden.  
Länsstyrelsen på Åland övertog de uppgifter som fortfarande hörde till staten och fick en särskild roll jämfört med länsstyrelserna i övriga Finland. Begreppet Ålands län användes officiellt till 2009 men ifrågasattes av Ålands lagting.
Den 1 januari 2010 avskaffades länsstyrelserna i Finland och ersattes av regionförvaltningsverk. På Åland bytte Länsstyrelsen namn till Statens ämbetsverk på Åland för att markera myndighetens särställning.

## Andra statliga myndigheter på Åland
Utöver Statens ämbetsverk finns flera andra statliga myndigheter verksamma på Åland, bland annat:  
- FPA Åland
- Ålands tingsrätt och Ålands förvaltningsdomstol
- Utsökningsverket på Åland
- Åklagarmyndigheten
- Finavia – Mariehamns flygplats
- Västra Finlands sjöbevakningssektion – Ålands sjöbevakningsstation
- Traficom
- Skatteförvaltningen
- Naturresursinstitutet (Luke) – Ålands station
- Brottspåföljdsmyndigheten
- Centralkriminalpolisen
- Europainformationen
- Lantmäteriverket
- Arbetarskyddsförvaltningen (via regionförvaltningsverket i Sydvästra Finland)
- Ålands rättshjälpsbyrå

## Ålandsdelegationen
Ålandsdelegationen är ett gemensamt organ för staten och landskapet Åland. Delegationens uppgifter omfattar att:  
- granska Ålands landskapslagar före fastställelse av Finlands president
- yttra sig i frågor som rör självstyrelselagen för Åland
- behandla ekonomiska relationer, såsom avräkningssystemet

Delegationen har fem medlemmar: två utses av Finlands regering, två av Ålands lagting och landshövdingen är ordförande. Ämbetsverkets förvaltningschef är delegationens sekreterare. Arbetsspråket är svenska.